# Ferdinand Biwersi
Ferdinand Biwersi (Bliesransbach, Sarre; 24 de junio de 1934 - Mont-roig del Camp, España; 4 de septiembre de 2013) fue un árbitro de fútbol internacional alemán.
Biwersi fue árbitro de la Asociación Alemana de Fútbol entre 1965 y 1978. Arbitró 121 juegos en el Fußball-Bundesliga y 27 partidos en la 2. Fußball-Bundesliga hasta el momento. Uno de sus últimos partidos fue la victoria récord en la Bundesliga, del Borussia Mönchengladbach ante el Borussia Dortmund por 12-0. Puesto que no había recogepelotas en la década de 1970, Biwersi tuvo que ir a buscar las pelotas que se habían disparado pasado la meta de Dortmund.